# Crematogaster vacca
Crematogaster vacca  (лат.) — вид муравьёв рода Crematogaster из подсемейства Myrmicinae (Formicidae). Юго-Восточная Азия (Борнео, Индонезия; Малакка, Западная Малайзия). Мелкие муравьи (рабочие имеют длину около 4 мм, матки крупнее), коричневого или чёрного цвета. Проподеальные шипики на заднегрудке развиты. Основные промеры рабочих муравьёв: HW 0.96–1.00; HL 0.92–0.97; CI 103–104; SL 0.68–0.69; SI 68–72. Усики 11-члениковые (12 у самцов), булава 4-члениковая. Голова субквадратная, немного шире своей длины. Клипеус в средней части своего переднего края немного вогнутый, а его антеро-латеральные углы выступают вперёд. Стебелёк между грудкой и брюшком состоит из двух члеников: петиолюса и постпетиолюса (последний четко отделен от брюшка), жало развито, куколки голые (без кокона). Характерна возможность откидывать брюшко на спину при распылении отпугивающих веществ. Таксон был впервые описан как подвид в 1911 году швейцарским мирмекологом Огюстом Форелем под названием Crematogaster deformis subsp. vacca Forel, 1911. Валидный статус вида был подтверждён в ходе родовой ревизии в 2009 году японскими мирмекологами Ш. Хосоиши (Shingo Hosoishi) и К. Огата (Kazuo Ogata; Institute of Tropical Agriculture, Kyushu University, Фукуока, Япония). Входит в состав подрода Physocrema.